# Low insertion force

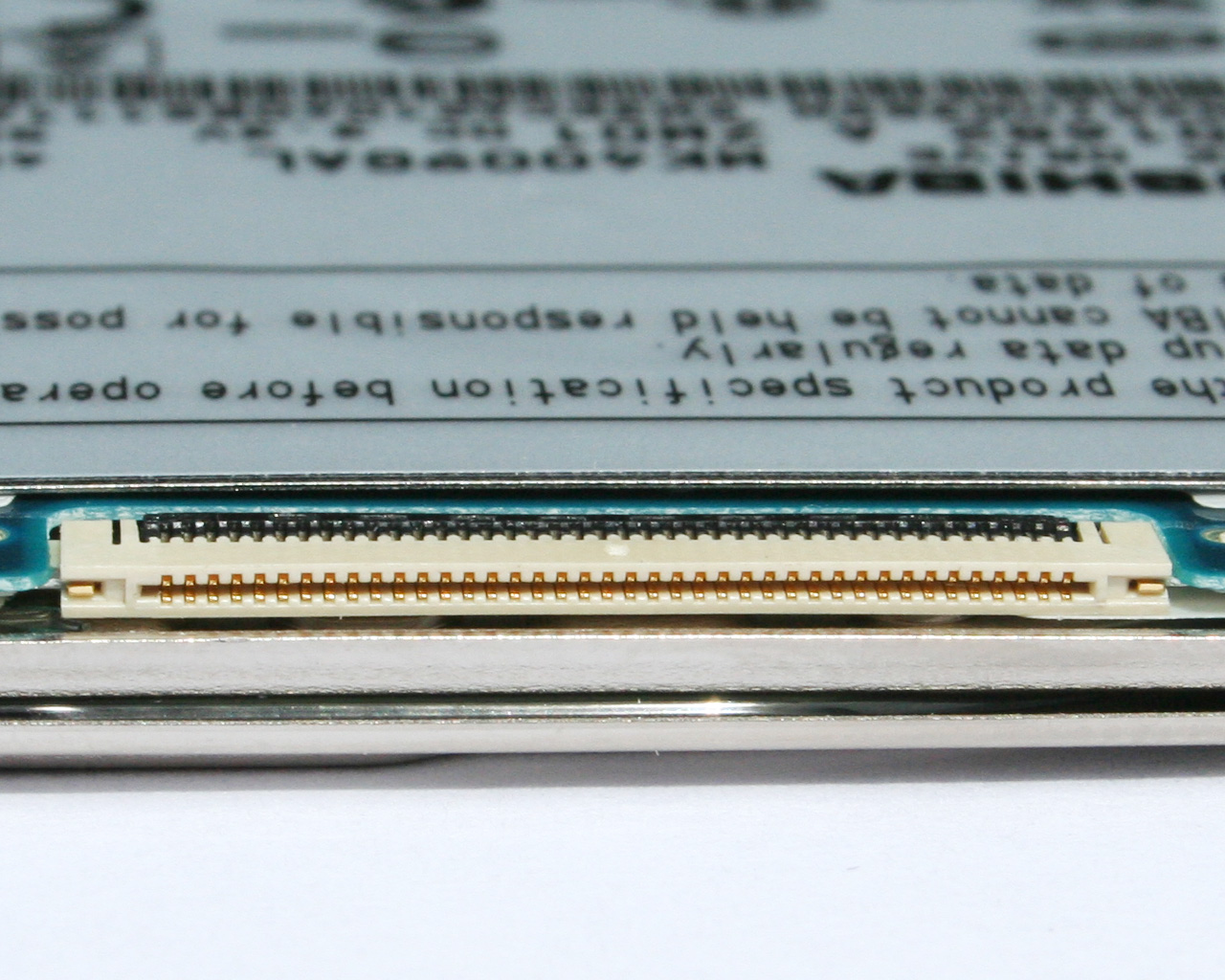
Zócalo LIF de un Disco duro de 1.8".

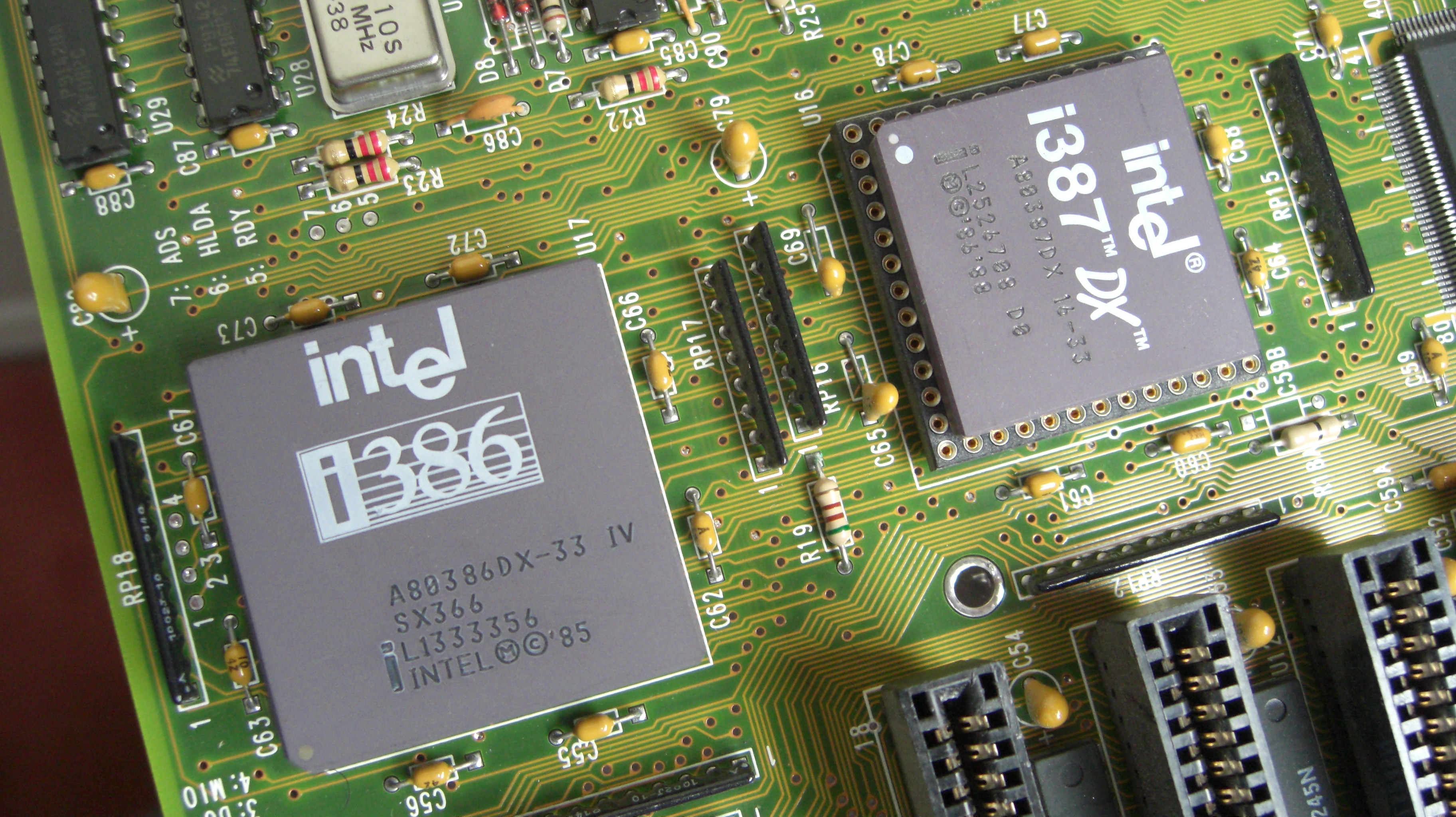
Intel 80386 y 80387 montados en zócalos LIF.

Del inglés, Low Insertion Force, (LIF) es el nombre de un tipo de tecnología, para la conexión de dispositivos electrónicos.
Inicialmente, los conectores LIF fueron diseñados como una alternativa menos costosa en comparación a los conectores (zócalos) ZIF, para facilitar la programación y prueba de equipos.
Comparados con los zócalos normales de IC, estos tienen una menor fuerza de rozamiento entre los contactos del dispositivo y el zócalo donde este se conecta, lo que hace que sea fácil la inserción y remoción del dispositivo con poco esfuerzo. Al mismo tiempo, se elimina la necesidad de utilizar el complejo mecanismo que se utiliza en los zócalos ZIF.
La desventaja es que la menor fuerza entre los contactos, hace más propensa la formación de óxido y sulfato, perjudicando el correcto funcionamiento a largo plazo. 
Con el advenimiento de los cambios frecuentes en los procesadores de PC, fue una necesidad para estos sistemas. Esto fue hecho por Intel, el sistema de zócalo LIF introducido, en el cual el procesador es dispuesto solo sobre base, sin fijarlo por medio de una palanca. Este tipo de zócalo fue utilizado para algunos tipos de 386s y en los primeros 486s. Este tipo de zócalo ha sido reemplazado por el ZIF (Zero Insertion Force), aunque hoy día se utiliza en discos duros modernos de tamaño 1.8".